# Hervormde Kerk (Oostwoud)

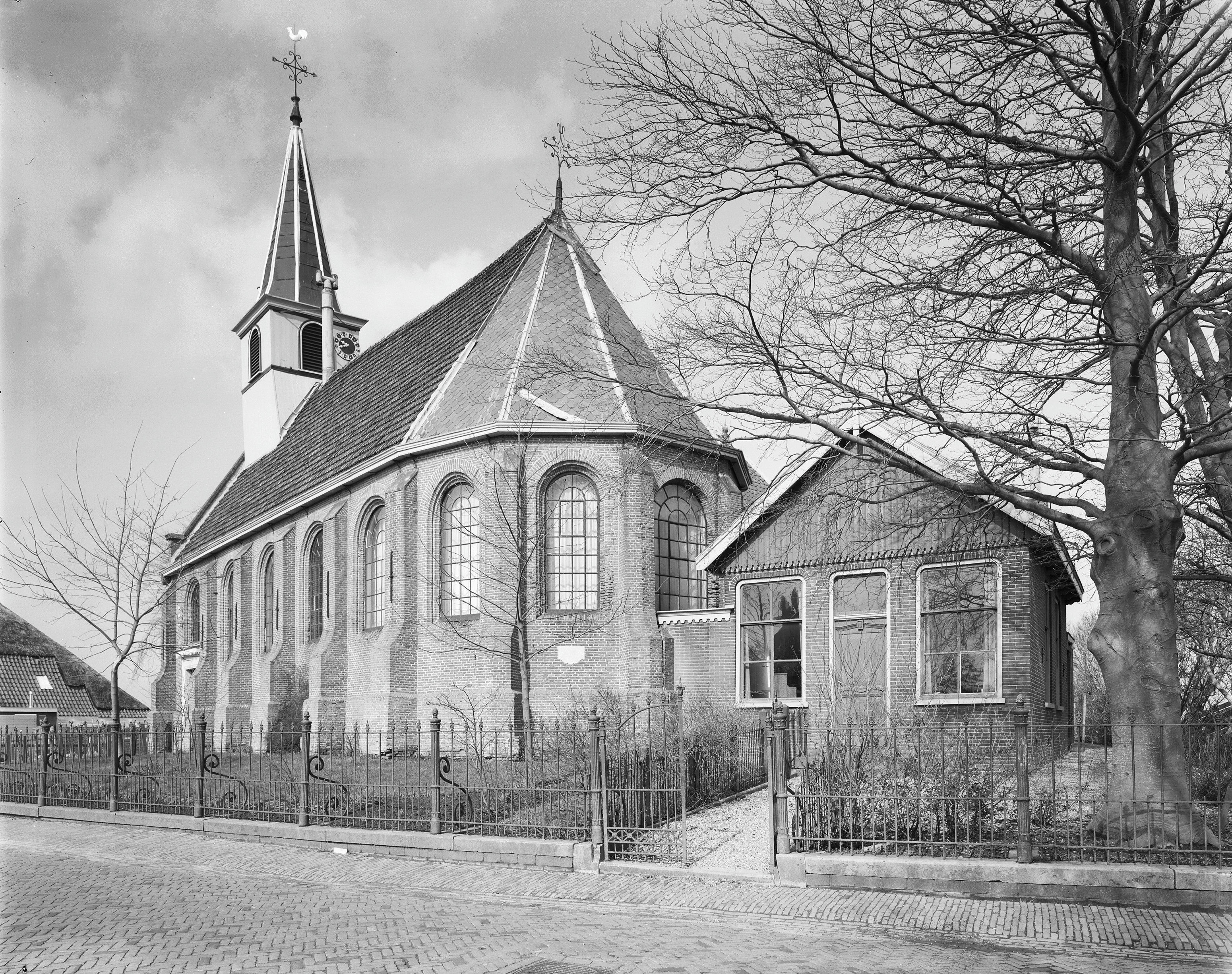
De kerk in 1984

Hervormde Kerk is een kerk gelegen aan de Oosteinde 44 in het Noord-Hollandse Oostwoud. Het gebouw stamt uit de 1753, maar aan het eind van de 19e eeuw werd een noordelijke uitbreiding aangebouwd. De zuidoostgevel bevat een memoriesteen met 1753. Sinds 1973 zijn zowel kerk, toren en consistoriekamer als rijksmonument opgenomen in het monumentenregister. In de klokkenstoel bevindt zich een klok van Hendricus Nieman uit 1616. Het mechanisch torenuurwerk van Batstra is uit circa 1880 en werd later voorzien van elektrische opwinding.

## Interieur
In de kerk bevinden zich een preekstoel (tweede kwart 17e eeuw), koperen doopbekkenarm met bekken (17e eeuw), koperen voorzangerslezenaar (18e eeuw) en een psalmbordje uit 1769. Het tweeklaviers orgel is gemaakt door  L. van Dam en Zonen in 1874. 